# 蕭敬嚴
蕭敬嚴（1992年12月15日—），臺灣政治幕僚，曾任中國國民黨發言人、國民黨青年部主任、國民黨副發言人、第十任國民黨青年團總團長、第十九屆第三任國民黨中央常務委員。

## 早年
蕭敬嚴出生於臺北市，就讀新北市立秀峰高級中學期間曾任學生自治會會長。畢業後，就讀東海大學政治學系，並擔任政治系學會長，其後轉學至東吳大學政治學系。期間曾受業於徐永明，並參與校務會議及學生會運作，更以青年代表身份參加第十屆两岸经贸文化论坛。

## 政治生涯

### 中國國民黨青年團
2015年9月22日，蕭敬嚴當選第十屆中國國民黨青年團總團長，並同時出任第十九屆第三任中央常務委員。
2016年立法委員選舉中，蕭敬嚴排名國民黨不分區名單第33名，並為名單中最年輕者。由於當屆選舉國民黨僅獲得11席不分區，因此未能當選；數日後，在國家發展研究院尾牙上酒醉失態的影片外流。青年團執行長李正皓隨後在Facebook上貼文，引用杜牧《泊淮秦》中「商女不知亡國恨」的詩句；雖未指名對象，此文被認為在批評蕭敬嚴。
蕭敬嚴在改革議題上曾表達較開放的立場，關於國民黨黨產，其公開反對黨主席洪秀柱之相關言論。表態支持年金改革，而與黨中央立場相左。2016年11月，抨擊國民黨政策會執行長蔡正元發表之反同性婚姻言論。

### 國民黨黨職
2018年9月1日出任中國國民黨中央委員會組織發展委員會青年部副主任；2019年起成為代理主任，同年5月11日真除。
2019年3月起兼任國民黨副發言人，直到4月底辭去職務，因即將真除為青年部主任，2022年地方選舉後出任國民黨發言人。2024年總統選舉期間，蕭敬嚴聲稱台灣民眾黨總統參選人柯文哲與藍營立法委員參選人私下會面，並講述其對談細節，內容顯示柯文哲不一定參選。此舉引起民眾黨抗議，其隨後坦承聲稱有誤並致歉。2023年8月，蕭敬嚴辭去發言人職務。

### 後續活動
蕭敬嚴卸任發言人職務後，持續活躍於綠營政論節目。2024年總統選舉後，其主張黨主席朱立倫應辭職以為競選策略失敗負責。

## 選舉紀錄
| 年度 | 選舉屆數             | 選舉區                                 | 所屬政黨   | 得票數    | 得票率 | 當選標記 | 備註 |
| ---- | -------------------- | -------------------------------------- | ---------- | --------- | ------ | -------- | ---- |
| 2016 | 第九屆立法委員選舉   | 全國不分區及僑居國外國民立法委員選舉區 | 中國國民黨 | 3,280,949 | 26.91% |          |      |
| 2022 | 第四屆新北市議員選舉 | 新北市第十選舉區                       | 中國國民黨 | 11,043    | 36.80% |          |      |

## 外部連結
- 蕭敬嚴的Facebook專頁